# 1791 Patsayev
1791 Patsayev è un asteroide della fascia principale del diametro medio di circa 25,71 km. Scoperto nel 1967, presenta un'orbita caratterizzata da un semiasse maggiore pari a 2,7454293 UA e da un'eccentricità di 0,1452273, inclinata di 5,36264° rispetto all'eclittica.
L'asteroide è dedicato al cosmonauta sovietico Viktor Ivanovič Pacaev.